# Савич, Сергей Александрович
Сергей Александрович Савич (род. 3 декабря 1982) — российский самбист и дзюдоист, бронзовый призёр чемпионата России по самбо, мастер спорта России международного класса.

## Спортивные результаты
- Чемпионат России по самбо 2011 года — .